# Gustavia augusta
Gustavia augusta är en tvåhjärtbladig växtart som beskrevs av Carl von Linné. Gustavia augusta ingår i släktet Gustavia och familjen Lecythidaceae. Inga underarter finns listade i Catalogue of Life.

## Bildgalleri

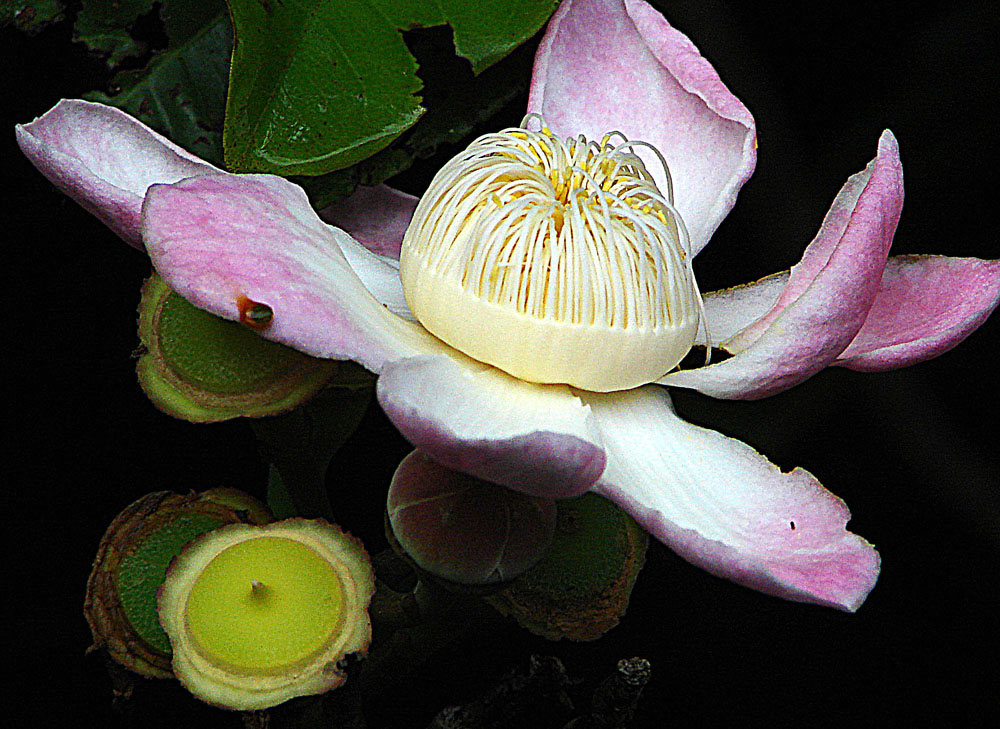
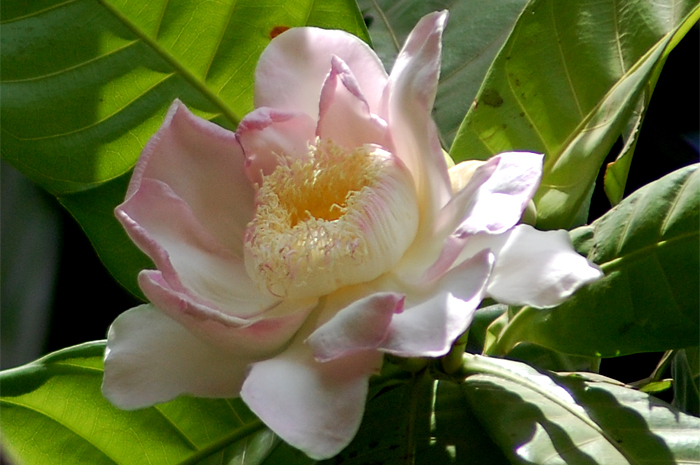